# Johan Pelk
Johan Pelk (Volendam, 13 maart 1942) is een Nederlands gewezen voetballer die bij voorkeur als rechtsbuiten speelde.
Pelk kwam in 1957 bij Volendam terecht en maakte op 27 april 1958 zijn debuut in een met 2−0 verloren uitwedstrijd tegen AGOVV. Hij speelde uiteindelijk 15 seizoenen lang voor de club en werd verschillende malen kampioen in de Eerste divisie. In 1957/58 werd de KNVB Beker bijna gewonnen maar bleek Sparta Rotterdam in de finale te sterk.
Pelk speelde in totaal 404 competitiewedstrijden uit voor Volendam waarin hij 109 doelpunten wist te produceren. Hij neemt de derde plaats in op de topscorerslijst aller tijden van de ploeg achter Dick Tol en Jack Tuijp.
In 1966 begon Pelk zijn eigen slijterij in een winkelstraat in Volendam.
Pelk speelde in verschillende Nederlandse jeugdelftallen, waaronder Jong Oranje.

## Statistieken
| Club     | Seizoen | Competitie     | Wed. | Goals |
| -------- | ------- | -------------- | ---- | ----- |
| Volendam | 1958/59 | Eerste divisie |      | 10    |
| Volendam | 1959/60 | Eredivisie     | 25   | 4     |
| Volendam | 1960/61 | Eerste divisie |      | 10    |
| Volendam | 1961/62 | Eredivisie     | 30   | 11    |
| Volendam | 1962/63 | Eredivisie     | 28   | 10    |
| Volendam | 1963/64 | Eredivisie     | 30   | 6     |
| Volendam | 1964/65 | Eerste divisie |      | 13    |
| Volendam | 1965/66 | Eerste divisie |      | 9     |
| Volendam | 1966/67 | Eerste divisie |      | 18    |
| Volendam | 1967/68 | Eredivisie     | 28   | 4     |
| Volendam | 1968/69 | Eredivisie     | 28   | 1     |
| Volendam | 1969/70 | Eerste divisie |      | 2     |
| Volendam | 1970/71 | Eredivisie     | 29   | 6     |
| Volendam | 1971/72 | Eredivisie     | 27   | 1     |

## Erelijst
| Kampioen Eerste Divisie | 4x | 1958/59, 1960/61, 1966/67, 1969/70 |
| Runner-up KNVB Beker    | 1x | 1957/58                            |